# 人名 (江戸時代)
人名（にんみょう）は、日本の江戸時代における地位・身分である。

## 概要
江戸幕府、塩飽諸島（現・香川県丸亀市）に見られた制度。元は1590年（天正8）に豊臣秀吉から検地1250石の領地を認められた塩飽島中船方650人を指し、これは塩飽諸島の20の浦に90から7の範囲で配分されていた。徳川幕府の時代となり、御用船方として役務（船役・加子）を負担する代わりに島の領知権（自治権）が安堵され、周辺海域の漁場権益も保証された。人名は基本的に世襲され、その権利を人名株（にんみょうかぶ）と呼び、その地位・権利を証明する人名株券（にんみょうかぶけん）を所有した。封建社会では、自治権を認められることは稀なことであった。
御用船方として江戸幕府から安堵を受けた島民は人名の地位を与えられ、人名株を代々世襲した。人名は勤番所（きんばんしょ）で自治行政を取り仕切り、全島の政務は島中（とうちゅう）と呼ばれた自治組織をつくり支配した。
人名は、特権階級として株を持たない漁師ら他の住民を「間人（もうと）」と呼んで差別した。